# Vőfély Noémi
Vőfély Noémi (Miskolc, 1995. január 7. –) labdarúgó, középpályás. Jelenleg a Ferencvárosi TC labdarúgója.

## Pályafutása

### Klubcsapatban
2005-ben a Balatonederics csapatában kezdte a labdarúgást. Junior pályafutása során szerepelt az SK Ajka-Padragkút SE, a Zalaapáti SE, a Győri ETO, végül a Ferencváros csapatában. A felnőtt csapatban 2012-ben mutatkozott be. Tagja volt a 2012–13-as NB II-es bajnokcsapatnak.

## Sikerei, díjai
- NB II
  - bajnok: 2012–13